# Vologne
Vologne – rzeka we Francji, przepływająca przez departament Wogezy, o długości 50,0 km. Stanowi dopływ rzeki Mozeli.